# Tetsurō Ōta
Tetsurō Ōta (太田 徹郎 Ōta Tetsurō?, nacido el 2 de julio de 1989 en Ibaraki) es un futbolista japonés que se desempeña como centrocampista.

## Trayectoria

### Clubes
| Club              | País  | Año         |
| ----------------- | ----- | ----------- |
| Montedio Yamagata | Japón | 2008 - 2012 |
| Kashiwa Reysol    | Japón | 2013 - 2016 |
| Sagan Tosu        | Japón | 2017        |
| Montedio Yamagata | Japón | 2017        |
| ReinMeer Aomori   | Japón | 2018 -      |

## Estadística de carrera

### J. League
| Club              | Año   | J. League | J. League | Copa J. League | Copa J. League | Total | Total |
| Club              | Año   | Part.     | Goles     | Part.          | Goles          | Part. | Goles |
| ----------------- | ----- | --------- | --------- | -------------- | -------------- | ----- | ----- |
| Montedio Yamagata | 2008  | 3         | 0         | -              | -              | 3     | 0     |
| Montedio Yamagata | 2009  | 3         | 0         | 1              | 0              | 4     | 0     |
| Montedio Yamagata | 2010  | 7         | 0         | 0              | 0              | 7     | 0     |
| Montedio Yamagata | 2011  | 26        | 3         | 2              | 0              | 28    | 3     |
| Montedio Yamagata | 2012  | 15        | 1         | -              | -              | 15    | 1     |
| Kashiwa Reysol    | 2013  | 12        | 3         | 1              | 0              | 13    | 3     |
| Kashiwa Reysol    | 2014  | 18        | 4         | 6              | 0              | 24    | 4     |
| Kashiwa Reysol    | 2015  | 22        | 2         | 2              | 0              | 24    | 2     |
| Kashiwa Reysol    | 2016  | 5         | 0         | 5              | 0              | 10    | 0     |
| Sagan Tosu        | 2017  | 0         | 0         | 4              | 0              | 4     | 0     |
| Montedio Yamagata | 2017  | 9         | 0         | -              | -              | 9     | 0     |
| Total             | Total | 120       | 13        | 21             | 0              | 141   | 13    |

## Palmarés

### Títulos nacionales
| Título         | Club           | País  | Año  |
| -------------- | -------------- | ----- | ---- |
| Copa J. League | Kashiwa Reysol | Japón | 2013 |